# Adolf Wohlwill

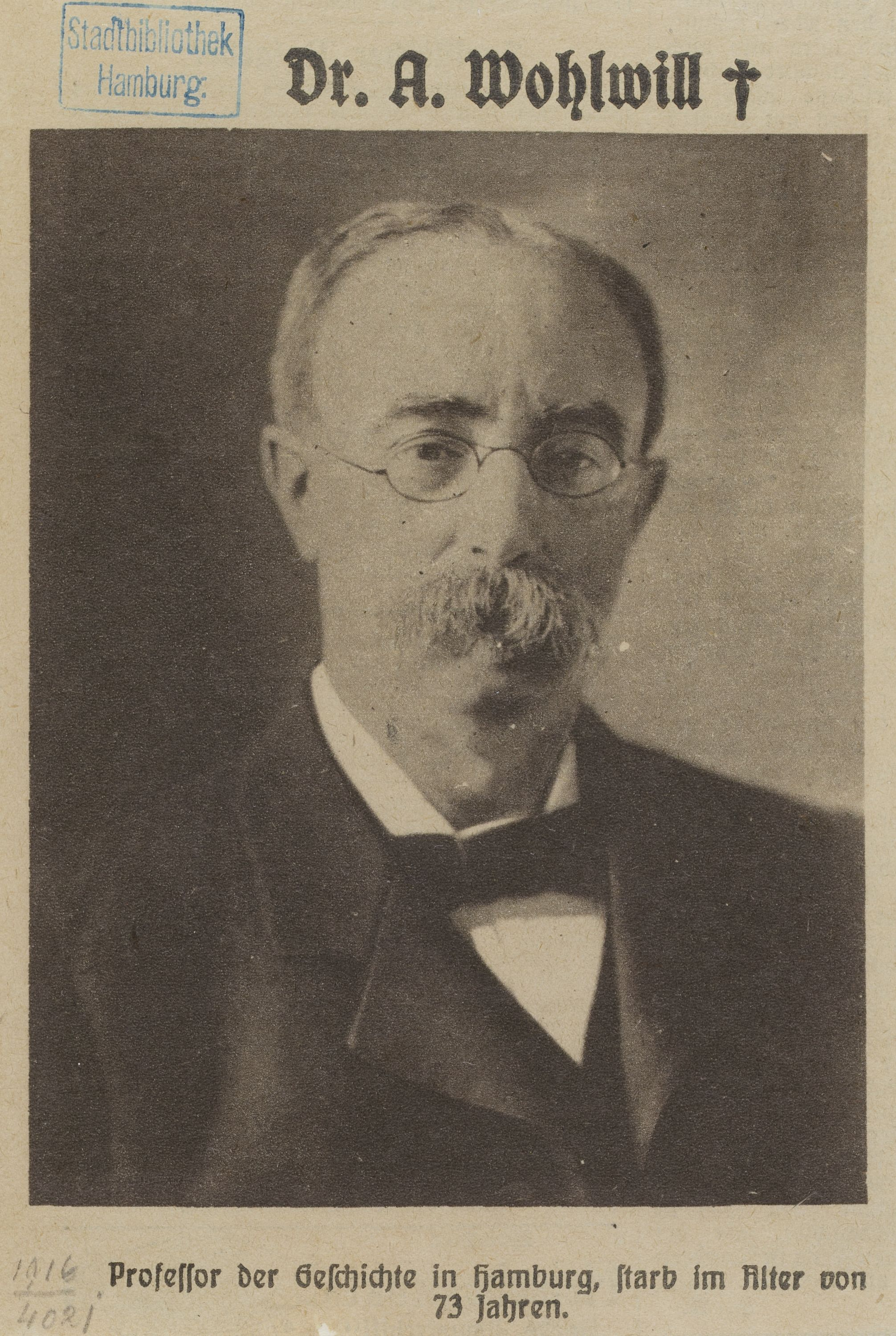
Adolf Wohlwill

Adolf Benjamin Wohlwill (* 10. Mai 1843 in Seesen; † 7. Juli 1916 in Hamburg) war ein deutscher Historiker.
Adolf Wohlwill war der Sohn des Hamburger Schriftstellers und Pädagogen Immanuel Wolf Wohlwill und dessen Ehefrau Friederike Reichel Warburg. Sein Vater war seit 1825 Lehrer an der Hamburgischen Israelitischen Freischule. 1838 wurde er Direktor der jüdisch-überkonfessionellen Jacobsonschen Schul- und Erziehungsanstalt zu Seesen (Harz). Zu dieser Zeit war die jüdische Gemeinde Seesen eine der bedeutendsten jüdischen Reformgemeinden. Wohlwill wurde 1843 als das jüngste Kind der Familie geboren. Seine Geschwister waren Fanny Henriette (1832–1903), Wolf Emil (1835–1912), Daniel Theodore (1837–1900) und Anna (1841–1919). Seinen Vater hat Wohlwill kaum kennengelernt, denn er verstarb 1847, als Wohlwill nicht einmal vier Jahre alt war. Vier Jahre später zog die Familie nach Hamburg zurück.
Wohlwill besuchte die Wichmann'sche Privatschule, ab 1856 die Gelehrtenschule des Johanneums und später das Akademische Gymnasium. Mit dem Sommersemester 1863 studierte Wohlwill unter anderem bei Wilhelm Wattenbach und Ludwig Häusser Geschichte und Philologie an der Ruprecht-Karls-Universität Heidelberg und ab 1865 an der Universität Göttingen. Häusser weckte Wohlwills Interesse für die Geschichte der Frühen Neuzeit und für die Zeit der Französischen Revolution und Napoleons. 1866 wurde er mit 23 Jahren bei Georg Waitz promoviert mit der Arbeit Die Anfänge der landständischen Verfassung im Bistum Lüttich. 1867 kehrte Wohlwill nach Hamburg zurück. Eine feste Anstellung konnte er zunächst nicht bekommen. Wohlwill begann mit einer freiberuflichen Vortragstätigkeit im Auftrage der Hamburger Oberschulbehörde am Akademischen Gymnasium und teilweise auch an Privatschulen. Der große Erfolg seiner Vortragstätigkeit führte dazu, dass die Schulbehörde sein mäßiges Anfangsgehalt allmählich steigerte und 1880 auf 6000 Mark im Jahr festlegte. Seine ersten Schriften behandeln die Geschichte des Elsass (1870 und 1879) und die Geschichte Schwabens (Weltbürgertum und Vaterlandsliebe der Schwaben, 1875).
Im Jahr 1872 trat er dem Verein für Hamburgische Geschichte bei. 1873 heiratete Wohlwill Marie Nathan, mit der er vier Kinder hatte. 1886 veröffentlichte Wohlwill eine Abhandlung über den Arzt und Publizisten Johann Georg Kerner. Die Hamburgische Geschichte bildete fortan sein Hauptarbeitsgebiet. 1887 wurde Wohlwill zum Beamten ernannt. 1890 verlieh ihm der Senat den Professorentitel. Zur Einweihung des Hamburger Rathauses 1897 legte Wohlwill seine Darstellung Aus drei Jahrhunderten der Hamburgischen Geschichte (1648–1888) vor. 1902 wurde Wohlwill in den neugebildeten Professorenkonvent der hamburgisch wissenschaftlichen Anstalt berufen. Aus gesundheitlichen Gründen schied Wohlwill 1907 aus dem Lehramt aus. Seine Forschungen hat Wohlwill im 1913 veröffentlichten Werk Neuere Geschichte der Freien und Hansestadt Hamburg. Insbesondere von 1789 bis 1815 zusammengefasst. Durch zahlreiche Veröffentlichungen hat Wohlwill maßgeblich zum Kenntnisstand der Hamburgischen Geschichte von 1789 bis 1815 beigetragen. Der Verein für Hamburgische Geschichte machte ihn zum Ehrenmitglied. Nach Joist Grolle erfolgte in Hamburg mit Johann Martin Lappenberg und Adolf Wohlwill der „Durchbruch“ zur „Verwissenschaftlichung der Geschichtsschreibung“.
Seine Schwester Anna Wohlwill leitete 45 Jahre lang von 1866 bis 1911 die Schule des Paulsenstifts. Ihr zu Ehren trägt die Wohlwillstraße in St. Pauli ihren Namen.

## Schriften
- Geschichte des Elsasses in kurzer Uebersicht. Zweite Auflage, Meißner, Hamburg 1871 (Google Books).
- Neuere Geschichte der Freien und Hansestadt Hamburg. Insbesondere von 1789 bis 1815. Gotha 1914.
- Aus drei Jahrhunderten der hamburgischen Geschichte (1648–1888). Hamburg 1897.
- Georg Kerner. Ein deutsches Lebensbild aus dem Zeitalter der französischen Revolution. Hamburg/Leipzig 1886.